# 唐納
唐納（1914年5月7日—1988年8月23日），原名馬繼宗，後改名馬季良等，唐納為其常用筆名。江蘇蘇州人。中華民國時期影評人、劇作家、演員、記者等多方面文藝工作者。抗戰時期曾擔任外事工作及地下工作。江青的前夫，陳潤瓊丈夫。

## 生平

### 家庭背景
唐納，原名馬繼宗，出生於吳縣平江路胡廂使巷的書禮之家“馬家墻門”。唐納曾祖馬時霖（資含公）為議敘九品職，逝世後留下二十八歲曾祖母談氏青年守寡。祖父馬良之（名鍾麟）為咸豐十年（1860年）元和庠生，因太平天國運動爆發，攜家在外避難，多年後返鄉在家中經營私塾為業，授業學生包括元和縣知縣李超瓊之子、潘昌煦從兄潘家㽦（後改名潘廷燮，字南畇、藝五，號稼夫、介孚，1865-？）、吳郁生從孫吳興讓及陸鴻儀等。馬良之善書法，熱心公益，曾與平湖沈翊清、長洲沙馥、吳縣姚孟起、吳縣葉昌熾等文人名士同為蘇州聚星社社員，一同參與光緒九年（1883年）的減潤賑災活動。父親馬培甫（名祖元，字培甫，1881-1916）於清朝光緒三十四年（1908年）就讀於東吳大學堂，學成後進入津浦鐵路擔任洋務譯員與財務工作。後轉入表親陸鴻儀任職的北京大理院擔任文職。母親費文英（約1880年代-1961）來自蘇州書香之家，其父（即唐納本生外祖父）亦為塾師。唐納排行老四，上有一姊馬德範和一對雙胞胎兄長，可惜皆早殤。1916年9月，弟馬繼善出生。1916年11月，父親馬培甫不幸在北京因病驟逝。母親費文英獨自辛苦養育子女，於是將兩歲的唐納過繼給住在墻門西路的大伯父馬含蓀之遺孀，即大伯母蔣太夫人為嗣子（名義上為大伯父嗣子）。
唐納嗣母蔣太夫人（約1870-約1945）來自於蘇州望族婁關蔣氏。九世祖蔣燦為崇禎元年（1628年）戊辰科進士。六世祖蔣文瀾為康熙十六年（1677年）丁巳科舉人，任中書科掌印中書，雍正六年（1728年）江南修水利有功，授光祿寺少卿，贈中憲大夫。高祖父蔣耀宗（1726-1794）曾歷任廣東、湖南等省知縣、知州等職，贈奉政大夫。先後迎娶來自蘇州名門長洲宋氏的清初尚書宋德宜兩位曾孫女為妻。曾祖父蔣萬寧為嘉慶六年（1801年）辛酉恩科進士。本生父蔣祖芬（字韞孫，號誦清，1837-1878）為咸豐九年（1859年）吳縣庠生，五品銜藍翎，例封奉直大夫。修有三冊十七編《婁關蔣氏本支錄》。蔣太夫人胞兄蔣楙瀚（1867-？）與胞弟蔣楙熙（字玉椿，號煥庭，1872-1925）皆為舉人。其中蔣楙熙與莊蘊寬、曾樸及從侄蔣東培等人同為光緒十七年（1891年）辛卯科江南鄉試舉人（金保泰任主考官，李盛鐸任副考官）。後來進入仕途，曾隨員出使日本，歸國後於光緒三十一年（1905年）分派河南，歷任禹州知州等職。獲河南巡撫吳重憙賞識，出任河南巡警道。宣統二年（1910年）因被當時河南巡撫寶棻察覺思想進步而被免職，回到蘇州。辛亥革命時期，蔣楙熙曾由江蘇都督程德全任命為巡警道，負責維持蘇州地方秩序安全，並著文呼籲蘇州各團體保持克制團結。民國成立後，蔣楙熙曾歷任江蘇、浙江、河南等省財政廳廳長等職。1914年任江蘇國稅廳職期間，曾與曾樸、張壽齡等人處理所謂“江蘇十大黑幕”之一的“八厘公債案”。蔣楙熙長子蔣緯英首婚娶建築師董大酉之妹為妻。次子蔣育英曾擔任蘇州博習醫院院長。來自詩禮世家的蔣太夫人對唐納視如己出，疼惜愛護，悉心栽培。而天資聰穎的唐納從小就展現出對文藝與體育的熱愛，經常組織家中小朋友在西廳排演話劇小品給長輩鄰居看，獲得一片掌聲。

### 早年經歷
唐納早年就讀蘇州私立樹德學校初中部，1929年考入江蘇省立蘇州中學高中部，在校期間積極參加各類文體活動。他曾與錢偉長、吳愙元（隊長，後改名吳恪元，為台灣農業專家）等同學組成蘇高中童子隊參加1930年秋全蘇足球比賽。從1930年起，他還在《吳縣日報》等本地報刊上以“瞿覺”、“鉅鈺”等筆名發表散文、詩歌。
1931年九一八事變發生後，唐納（馬繼宗）與蘇中高中部同學佘增濤、吳大琨、項志逖等人參加反日救國會演講股，到街頭演講抗議日本侵略行徑，喚醒民衆覺知；他還與黃貽鈞等同學參加為馬占山將軍募捐活動。此外，唐納也與羅瓊（徐壽娟）、葉籟士（包叔元）等人參加由蔣鐵如、包之靜等人發起的共青团（“C•Y”）外圍組織蘇州“社會科學研究會”。這些進步青年在1932年一二八事變爆發後，組織流動圖書館，創辦《潮流》會刊，並上街演出進步話劇等。
1932年初，蘇州中學因戰事紛擾停課，直至四月下旬才正式復課。期間，中共吳縣縣委及共青團組織於1932年3月遭重大破壞，參加外圍組織的唐納被迫離開家鄉和學校前往上海。來到上海之後，他曾由表叔陸鴻吉（字尹甫，陸鴻儀弟，夫人為吳郁生侄女）介紹到上海大陸銀行當練習生。同年暑假，他考入上海聖約翰大學。入學時他先改名“馬繼良”，後用“馬驥良”和“馬季良”之名。其名改用“良”字或為紀念祖父馬良之。

### 進入上海影劇界
在聖約翰讀書期間，愛好文藝的唐納開始接觸上海電影界，與金焰、聶耳等結為好友。1933年5月起，唐納受蘇州同鄉，上海《晨報》“每日電影”副刊主編姚蘇鳳之邀，開始撰寫影評及翻譯介紹外國電影發展情勢等，成為“每日電影”固定撰稿人之一。他亦為夏衍等人組織的“影評人小組”成員。
唐納同時使用多個筆名發表影劇評論，包括最頻繁使用的唐納和羅平，以及胡越、陳沱等。其影劇批評及譯作等文章刊載於上海《晨報》之“每日電影”、《申报》之“電影專刊”、《民報》之“影譚”、《中華日報》之“戲周刊”、“電影藝術”與“銀座”、《大晚報》之“剪影”、《京報》之“影光”等影劇副刊。1934年，他參與所謂“軟性vs.硬性影片”及“大衆語與電影”等電影論爭，為早期中國電影理論發展作出貢獻。
約1934年前後，唐納因弟弟在劉鴻生創辦的中國企業銀行工作緣故結識夏其言。1935年春夏之交，唐納詢問夏其言是否願意收留剛從蘇州反省院出來的佘增濤。夏其言聽説佘增濤是位進步青年，欣然應允。幾位有志青年常常在上海“亭子間”討論時事，寫作發表。1935年4月至7月間，唐納曾用筆名史枚在《民報》“影譚”副刊發表多篇影評，包括4月10日至15日關於電影《新女性》與宋之的及周楞伽等人的影評論爭。其同學友人佘增濤則從同年5月起使用同一筆名“史枚”，發表關於漢字拉丁化的討論。後來該筆名成爲佘增濤專屬筆名，而其文著也以社會科學及國際時政論文為主。
1934年秋，唐納從大學肄業，進入聖約翰同學嚴幼祥父親嚴春堂創辦的藝華影片公司擔任編劇。1934年10月至11月間，他隨電影《逃亡》（陽翰笙編劇，岳楓導演）劇組北上張家口等地拍攝外景。唐納擔任該片副導演，並與摯友聶耳合作為該片創作主題曲《逃亡曲》與插曲《塞外村女》。1935年唐納加入電通影片公司擔任編劇及演員，並參與《電通半月畫報》編輯工作。

### 唐納與藍蘋及抗戰前夕上海影劇界

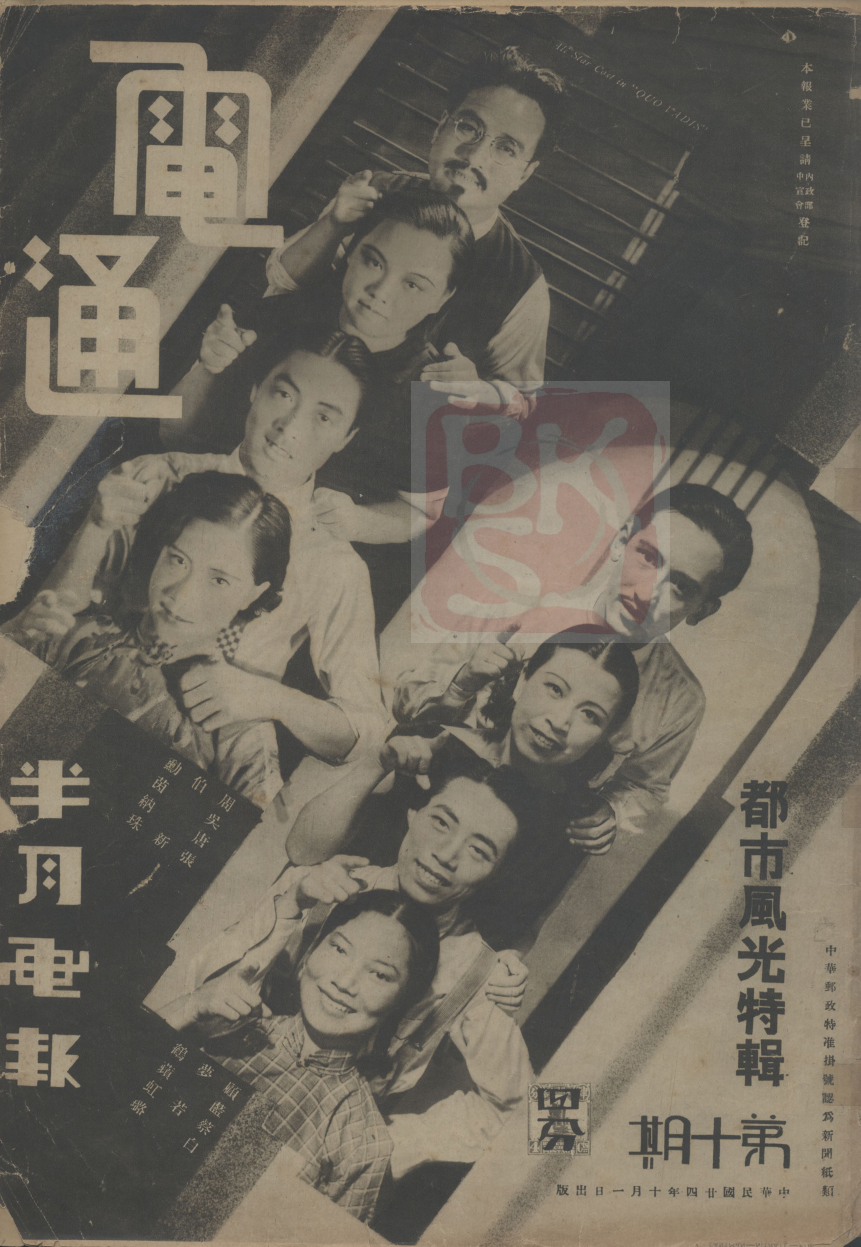
1935年袁牧之編導，電通公司出品，唐納與張新珠等主演音樂喜劇電影《都市風光》主要演員合影。左列從上往下第1位為周伯勛，第2位為吳茵，第3位為主演唐納，第4位為主演張新珠。右列從上往下第1位為顧夢鶴，第2位為藍蘋，第3位為蔡若虹，第4位為白璐。

1935年6月底，上海業餘劇人協會在上海金城大戲院首次聯合公演，首演劇目為易卜生名劇《娜拉》。來上海不久尚未打開名聲的藍蘋以主演“娜拉”引起上海劇界關注與熱議，一舉成名。唐納亦於《娜拉》公演時初識藍蘋。後來藍蘋轉戰大銀幕。唐納、藍蘋在共同出演袁牧之編導，電通出品的中國第一部音樂喜劇電影《都市風光》時，兩人感情升溫，繼而同居。

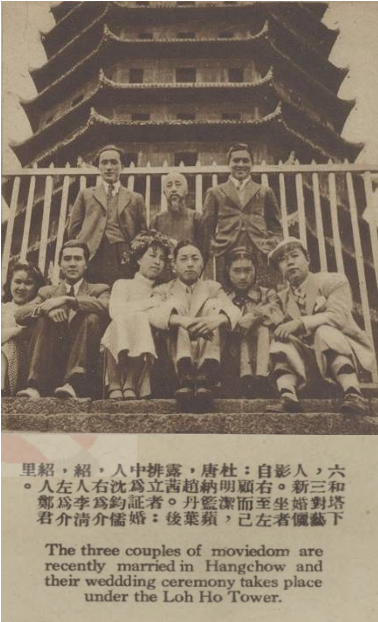
1936年4月26日三對藝人夫婦杭州六和塔集體婚禮照

1936年4月25日，趙丹和葉露茜、顧而已和杜小鵑及唐納和藍蘋三對藝人情侶一起前往杭州旅行结婚。4月26日，三對新人在錢塘江畔六和塔前請名律師沈钧儒證婚，鄭君里和李清為介紹人。5月5日，三對藝人夫婦又在上海八仙橋基督青年會補辦婚宴招待親友。
唐納、藍蘋二人因性格與生活理念不合，婚後時有爭吵。不久後藍蘋前往濟南探望母親，聲稱6月10日左右回來，但逾期仍未歸，唐納在焦急等待中於6月23日在鄭君里處收到藍蘋留信，6月25日乘坐火車往濟南。抵達濟南後，唐納遍尋藍蘋不獲，後聽聞其人已往別處，一時憤懣之下，6月27日晚在濟南賓館自殺未遂。兩人互留給對方的“訣別信”也在報章上公開。7月初，唐納、藍蘋共同回上海，風波漸平息。當時陶行知曾作詩規勸，希望唐納能為國事好好活下去。
感情風波過後，兩人將重心放在事業上。1936年8月起，唐納受丁君匋(1909-1984)等人邀請擔任上海版《大公報》的《戲劇與電影》副刊主編。後來又擔任《大公報星期影畫》及《大公俱樂部》副刊主編。除了副刊工作，由丁君匋擔任理事會主席，唐納擔任幹事的“大公戲劇電影讀者會”於1937年5月成立，唐納的影劇界好友同人鄭君里、趙丹、陳波兒等均有加入成為理事；藍蘋亦為理事，負責總務。該團體面向業餘文藝愛好者舉辦多場影劇文化演講活動，還於1937年7月底抗戰爆發前夕在上海蓬萊大戲院舉辦持續三日、集合上海三十餘部話劇及歌舞文藝團體的賑濟1936年至1937年四川旱災聯合公演。1937年7月24日，唐納與馬彥祥和尤兢三人承中國劇作者協會與上海劇團聯誼社推定組織“戰時移動演劇隊”。
1936年下半年，唐納還加入改組後的明星電影公司，與歐陽予倩、姚克及盧敦同為編劇委員會成員。在此期間他為電影《生死同心》撰寫分場分景劇本，並作電影宣傳。藍蘋則進入聯華影業公司，期間陸續出演費穆導演《狼山喋血記》、《聯華交響曲》（《兩毛錢》篇）及主演蔡楚生導演《王老五》。
1936年秋，因發生與王瑩爭奪話劇賽金花主演一事，上海演劇界又發生一段風波。當時唐納與藍蘋攜手共進退，並為平息爭議、團結藝人，與鄭君里等上海業餘劇人協會同人組織戲劇聯誼社，舉辦巧克力茶會和影劇講座等活動。但兩人情感終究不穩定，時好時壞，所以暫時分居。1937年初，藍蘋與導演章泯在排演“業餘劇人”第三次公演期間相戀同居，鬧出“桃色風波”。6月，藍蘋登報宣布與唐納分手。8月13日淞滬會戰爆發，原本擔任上海《大公報》影劇版主編的唐納轉任該報戰地記者，奔走於東部戰場。藍蘋則奔赴延安。

### 全面抗戰爆發後的唐納
1937年8月13日淞滬會戰爆發後，唐納以上海《大公報》戰地特派記者身份，追隨第八集團軍總司令張發奎與副總司令黃琪翔部隊在東戰場奔走，以筆名羅平發表多篇東戰場報道，其中《乍浦到浦東》與《嘉興六日》兩篇前綫報道收錄於由范長江主編、生活書店1938年5月出版的《瞻回東戰場》文集中。
唐納於1937年底撤退到漢口。在漢口期間，唐納繼續擔任漢口版《大公報》記者，負責戰事及外事報道。其戰事報道包括采訪從滕縣保衛戰中負傷撤離的陳離師長，1938年4月底的四二九空戰，1938年5月由中國空軍將領徐煥昇等指揮，遠征日本上空投放反戰宣傳單的人道遠征等；其外事報道包括采訪來華瞭解東方戰事並撰寫《戰地行紀》的英國作家威斯坦·休·奥登和克里斯多福·伊舍伍，以及同情支持中國抗戰的世界學生代表團訪問等。
演藝工作方面，唐納參與“中華全國電影界抗敵協會”的籌建，成為第一届常務理事會會員及宣傳部正主任，并擔任相關刊物《抗戰電影》的主編工作。
1938年5月，在《大公報》總編輯張季鸞先生提議下，唐納成立“大公劇團”，與演藝界同人一起通過演劇方式為救助傷兵募捐活動出力。1938年6月16日-6月19日，大公劇團在漢口阜昌街維多利亞紀念堂上演由唐納編劇，石凌鶴及應雲衛導演，舒綉文與唐寶心主演的大型三幕國防話劇《中國萬歲》，獲得熱烈響應。該話劇之後在全國各地及海外持續上演，具有抗戰動員影響力。1940年4月，重慶中國電影製片廠“怒潮劇社”改名“中國萬歲劇團”。
1938年10月武漢淪陷，唐納從武漢繞道香港返滬。他由《大公報》總編輯張季鸞先生推薦應聘進入英國駐華大使館新聞處工作，不久後又成為英國駐華大使阿奇博爾德·克拉克·卡爾爵士的中文教師及助理，隨同卡爾大使多次往返於上海與重慶、香港等地。在擔任外事工作期間唐納（馬季良）曾用名馬耀華。他協助上海《文匯報》挫敗了被日偽方面收購的企圖，並為其聖約翰大學校友孔令侃領導的愛國組織“南尖社”輸送情報。“南尖社”於1939年秋被港府查處，唐納曾短暫出任由盛升頤主持的華盛企業公司貿易主任。
情感生活方面，唐納結識藝名為“紅葉”的女演員陳璐，二人同居。回滬后兩人曾同居在法租界海格路、憶定盤路口。
1939年底唐納回到孤島上海。他用筆名蔣旂（以“蔣”姓致意嗣母蔣太夫人）發表五幕歷史劇《陳圓圓》（1940年1月由上海劇藝社首演，夏霞主演陳圓圓，嚴俊主演吳三桂），及表現孤島上海嚴酷現狀的四幕話劇《生路》等劇作，並從事文學翻譯及話劇評論等工作。此外，他於1941年9月協助蘇聯塔斯社在“孤島”上海租界開設多語種“蘇聯呼聲”廣播電臺（呼號XRVN）。該電臺在1941年底珍珠港事件爆發而上海全面淪陷後，成為滬上僅存的極少數允許公開播報同盟國方戰況訊息的“合法”電臺，並有豐富的中外文化節目每日播送。同時，唐納還用筆名安尼在姜椿芳等人主持的《時代》雜誌翻譯及撰稿。
居滬期間，唐納通過友人華克之結識第三戰區長官顧祝同駐滬代表，前清尚書張百熙次子張子羽（1898-1970，原名振鋆，後改名羽，又名允明，字次潛、子羽、叔平、穉潛、忍安等，晚號蜷廠。華克之書中化名任庵）。三人志趣相投，遂結拜為兄弟，互相照應。1942年初，友人演員英茵在滬飲恨自殺，唐納與費穆、陸潔等人負責組織英茵治喪委員會，並為其在上海萬國殯儀館舉辦莊重的追悼儀式。1943年1月英茵去世一周年祭，唐納曾以筆名梁采在《雜志》發文紀念友人，1944年1月又在重慶《掃蕩報》發表《悼英茵》紀念友人去世兩周年。
1943年夏，唐納從上海經安徽屯溪輾轉撤離到大後方重慶，並在撤離途中創作以“抗戰建國”為題材獨幕劇《重逢》，發表於安徽《中央日報》之《從奮鬥到勝利》特刊上。抵渝後，唐納在英國駐華大使館新聞處工作，並擔任盛升頤秘書。話劇工作方面，唐納於1944年夏與賀耀組夫人倪斐君及姚蘇鳳、馮亦代等人組織成立中國業餘劇社。該劇團曾在抗建堂上演石華父編劇、吳祖光導演之四幕輕喜劇《有鳳來儀》（又名《職業婦女》）；以及師陀與于伶編劇、陳鯉庭導演，改編自俄國劇作家安特萊夫1915年作品《挨耳光的人》（“He Who Gets Slapped”）的四幕悲劇《大馬戲團》。影劇評論方面，唐納為姚蘇鳳主辦，夏衍、冒舒諲等人參與的《新民報晚刊》之“電影與戲劇”副刊，及重慶版《掃蕩報》影劇副刊等報刊雜誌撰文，並主編《重慶商務日報》之“每周影劇”副刊。情感生活方面，唐納在重慶曾與演員康健同居，不久分手。

### 抗戰勝利後的唐納

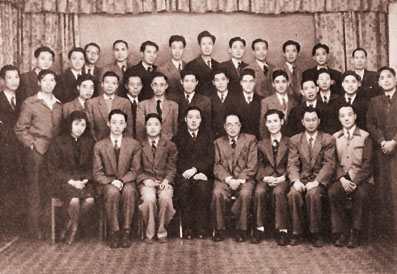
1948年香港文匯報創辦時同仁合影，前排左四為唐納

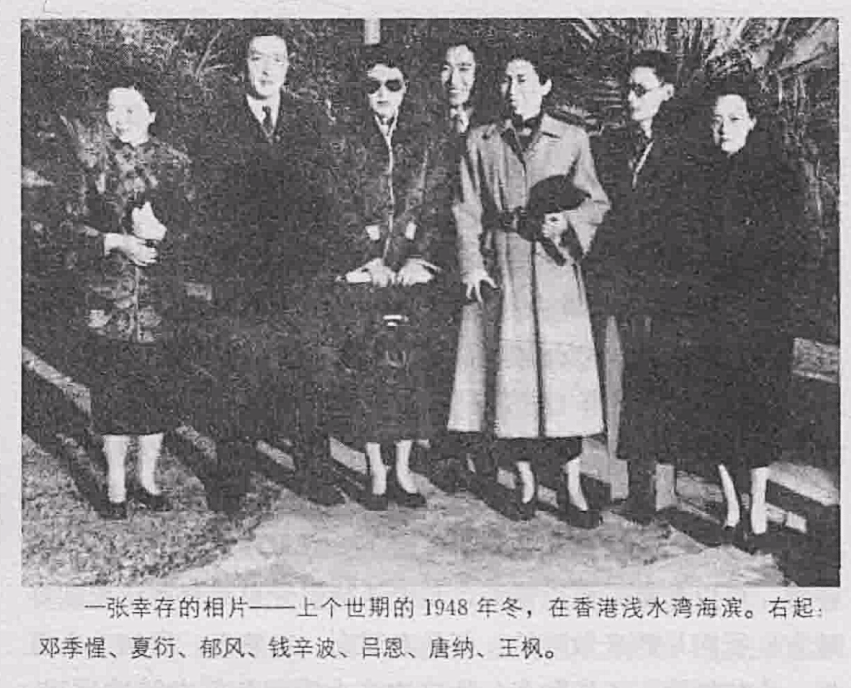
吳茂蓀(王楓丈夫）攝影，1948年冬唐納由香港去國前與鄧季惺、夏衍、郁風、錢辛波、呂恩（吳祖光第一任夫人）及王楓（王昆侖妹）等友人於香港淺水灣合影。

1945年8月抗戰勝利后，重慶談判拉開序幕。唐納曾受張治中將軍邀請參加在其府上舉辦的歡迎毛澤東到臨的酒會。張治中介紹唐納與毛澤東相見，說“這位就是當年的唐納！”毛澤東一面顯得驚訝，一面握著唐納的手，說道："和為貴。”
1945年底，原本已辦妥去英國深造手續的唐納，接受孔令侃邀請，進入上海《時事新報》擔任主筆兼縂編輯，取消出國之行。在“時事新報”期間，唐纳在一次記者會議上結識上海英文《自由論壇報》女记者，原北京政府時期駐法公使陳籙三女兒陳潤瓊（又名陳安娜Anna Tcheng）。經同事女記者麥少楣（安娜在聖約翰的同學）介紹后，唐納展开追求。彼時安娜对唐納複雜的情感過往有些疑慮，但還是接受了追求。1946年夏，因辦報理念及言論偏左，引發當局憤怒，唐納及其團隊退出《時事新報》 ，並應上海《文匯報》總經理严寶禮（字問聃，號保厘，1900-1960）和縂主筆徐鑄成之邀进入《文匯報》担任總編輯。 據《文匯報》同事回憶，唐納常在編輯工作完成后寫情書給安娜，交由工友代送鮮花與情書到安娜府上 。兩人周末也常去上海虹橋俱樂部約會。

### 海外生活與晚年回國探親

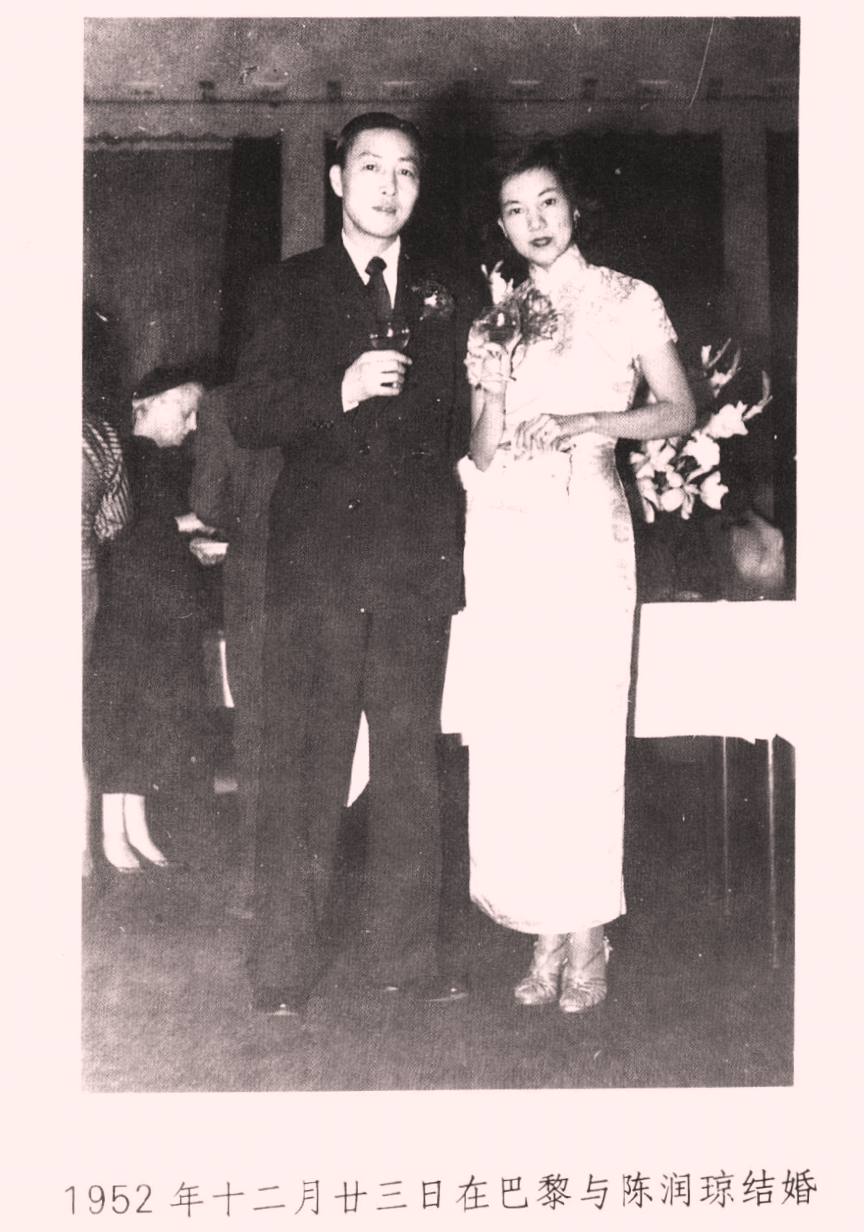
1952年12月23日唐納與陳潤瓊巴黎結婚照

1948年春，安娜调往联合国教科文组织工作。1948年9月，唐納短暫出任香港《文匯報》總編輯，於年底以文匯報駐聯合國特派記者名義飛往紐約，與安娜會合。在美國期間，他在東、西兩岸的華文报社工作 ，還在联合国一家中文印刷厂工作，並在紐約發表並上演獨幕劇《回國之前》。
1951年秋，安娜回台灣處理母親過世事宜，唐納則赴法國巴黎參加聯合國會議，兩人相約之後在巴黎相聚。1952年底，經過多年“愛情長跑”，兩人終於在浪漫花都喜結連理。彼時安娜還在聯合國日内瓦辦事處工作。夫婦倆在巴黎或合股或自營开设“明明飯店”、“玉泉樓”（澳門特別行政區政府前立法會主席曹其真女士自1966年留法讀書期間曾在“玉泉樓”打工） 、“京華飯店”、“天橋飯店”等餐馆。在法國，唐納用名馬紹章。夫婦育有一女馬憶華(Ariane)。 1970年代，一个台灣作家在報紙透露在巴黎與唐纳相遇，這消息引來眾多記者的興趣，大量的採訪要求導致他深居簡出。
1976年文化大革命结束后，1978年底唐納秘密回國，由中共中央调查部接待，12月在北京受到葉劍英的接见。1979年回國時他與夏其言、趙丹黃宗英夫婦、鄭君里夫人黄晨等親友见面。据多方材料顯示，唐納可能為中共黨員（或左翼外圍成員），且與“特殊戰綫”相關。 
1985年9月，唐纳與妻女由国家安全部安排再度回国探親，並最後一次游覽蘇州祖宅。据吳祖光與新鳳霞之子吳歡在其“吳歡天天樂”2024年2月27日視頻節目中介紹，唐納此次回國時，曾與父親吳祖光等北京會面，受托照顧之後去法國學習訪問的其長兄吳鋼。晚年，唐納自稱打算寫回憶錄，並拜托任嘉堯、葉露茜等友人幫他尋找历史资料。 1988年8月23日，唐納因肺癌在巴黎病逝，終年74歲。 1989年8月23日, 唐納（馬季良) 先生去世一周年追思會在上海文藝會堂舉行,衆多生前親人好友參加, 並由秦怡擔任司儀 。1993年，唐納夫人陳潤瓊經親友協助，整理出版了《馬季良（唐納）文集》。2013年夏，陳潤瓊逝世，與唐納合葬于巴黎。

## 部分唐納作品
因唐納早期影劇類文章及後期時評和藝評文章篇數衆多，此處僅列舉其創作的部分劇本、歌曲及譯作。

### 劇本
1.《趙登禹之死》：以盧溝橋事變后英勇犧牲的趙登禹將軍事跡為題材，上海“大公戲劇電影讀者會”集體創作之三幕國防劇，唐納為執筆者之一。上海《大公報》"大公俱樂部"版 1937.08.08- 1937.08.13連載至第二幕（一），因淞滬戰事起而中斷。
2.《中國萬歲》：唐納以趙侗等率領的國民抗日軍華北抗戰事跡為題材。1938年初版為三幕國防劇，1938年6月由“大公劇團”在漢口首演;1939年5月大公報社發行第3版修改為四幕劇。。唐納在第三版自序中提及該劇本創作部分靈感來自於匈牙利劇作家馬洛伊·山多爾 (Márai Sándor, 1900-1989)1930年劇本《反叛者》(The Rebels（1930）), 愛爾蘭劇作家肖恩·奧凱西 (Seán O'Casey，1880-1964）“都柏林三部曲”之《犁與星》（1926, The Plough and the Stars）及巴金先生翻譯奧地利-波蘭劇作家廖·抗夫(Leopold Kampf,1882-1912)的三幕劇本《夜未央》(1906,On the Eve)。
3.《陳圓圓》: 唐納於1937年初開始構思創作，直至1940年以蔣旂筆名發表的五幕歷史劇，上海國民書店發行之歷史叢刊之一。劇作以陳圓圓經歷引出對吳三桂在明末清初鼎革之際的作爲之分析與反思。該劇於1940年1月由上海劇藝社首演。
4.《上海小景》獨幕劇集：1940年5月由上海國民書店發行之獨幕劇叢刊之一，以“孤島”上海現實為題材，其中收錄了蔣旂（即唐納）創作4篇獨幕劇：1)《窮途陌路》：改編自菊池寬劇作《父歸》; 2)《良辰吉日》：以中國地下抗戰工作者為題材; 3)《玲玲之死》;以上海舞女及地下抗戰工作者為題材 4)《上海小景》：改編自唐納《中國萬歲》第一幕，場景由華北抗戰轉移至描述上海游擊隊抗戰故事。
5.《生路》：蔣旂（即唐納）創作，“孤島”上海抗戰現實題材四幕劇，上海光明書局1940年9月發行。
6.《聖誕節前後》：蔣旂（即唐納）創作的抗戰地下工作者題材獨幕劇，連載於上海《小劇場半月叢刊》1940年12月第4期及1941年1月第5期。
7.《重逢》：1943年6月唐納創作於江西上饒的抗戰建國題材獨幕劇，發表於安徽《中央日報》1943年7月發行創刊六周年紀念刊《從奮鬥到勝利》。
8.《回國之前》：唐納1950年創作於美國紐約的獨幕劇，以中華人民共和國建國初期進行的“知識分子改造”為題材。收錄於1993年陳潤瓊編《馬季良(唐納）文集》。

### 歌曲（作詞）
唐納為2部電影作5首電影歌曲，以及為電影公司作了1首主題曲，共計發表6首音樂作品：
1.電影《逃亡》（1934)：唐納作詞，聶耳作曲之電影主題曲《逃亡曲》（又名《自衛歌》），及插曲《塞外村女》。
2.《明星之歌》（1936）：唐納作詞，賀綠汀作詞，為1936年革新改組的明星電影公司創作的主題歌，收錄於《明星半月刊》1936年第7卷第1期。
3. 香港電影《時代先鋒》（1937，李芝清導演）：唐納作詞，嚴折西作曲之三首電影插曲：1)《千里吻伊人》（歌唱家蔡紹序原唱); 2)《音樂的權威》（蔡紹序原唱); 3)《團結起來》（蔡紹序與上海業餘合唱團原唱)。

### 譯作
1.《諷頌集》（又名《愛與刺》）：作家林語堂1940年英文原作"With Love and Irony", 蔣旂（即唐納）翻譯，上海國華編譯社1941年2月初版。
2.《永生》：諾貝爾文學獎得主，美國作家賽珍珠 (Pearl S.Buck) 1941年原作"Today and Forever:Stories of China"，蔣旂（即唐納）翻譯，上海國華編譯社1941年4月初版。